# La Fine Combine
Pour plus de détails, voir Fiche technique et Distribution.
La Fine Combine est un court métrage français réalisé par André E. Chotin en 1931.

## Synopsis
Un brave homme voulant passer l'après-midi avec sa petite amie, fait croire à son épouse qu'il va aux courses et qu'il y joue, sur les conseils de son domestique, un « paroli ». Pour être certain que les chevaux qu'il prétend jouer ne gagneront pas, il ne sélectionne que des tocards qu'il ne joue naturellement pas.
Mais, par extraordinaire, tous ces chevaux arrivent les uns après les autres et madame Topinois qui suivait les résultats à la radio, se voit millionnaire. Le pot aux roses est découvert à l'arrivée de Monsieur Topinois, sorti des bras de Mado et ignorant ces résultats. Heureusement pour lui, un des chevaux gagnants a été disqualifié et le « paroli » est finalement perdu.

## Fiche technique
- Titre : La Fine Combine
- Réalisation : André E. Chotin, assisté de Louis Julien
- Scénario : Jean Deyrmon
- Adaptation : André E. Chotin
- Dialogue : Jean Deyrmon, André E. Chotin
- Décors : Lazare Meerson
- Photographie : Georges Raulet, assisté de Jimmy Berliet
- Son : Georges Leblond
- Montage : Jean Feyte
- Production : Les Films Kaminsky
- Directeur de production : Joseph Reingold
- Distribution : La Compagnie Commerciale Française Cinématographique (C.C.F.C)
- Format : Noir et blanc - Son mono - 1,37:1 - 35 mm
- Genre : Comédie
- Pays : France
- Durée : 29 minutes
- Année de sortie : 1931

## Distribution
- Fernandel : Joseph, le valet de chambre
- Edwige Feuillère : Cora Lynn : Mado, la maîtresse
- Raoul Marco : Mr Topinois, le mari
- Suzanne Dehelly : Mme Topinois, l'épouse
- Albert Carjol
- Raymonde Jacqueline